# Захаров, Михаил Васильевич (футболист)
Михаил Васильевич Захаров (12 июня 1937 — 15 января 2004) — советский футболист, тренер.Мастер спорта СССР.

## Биография
В командах мастеров дебютировал в 1957 году в составе ярославского «Химика». В 1959 году играл за «Труд» Тула. В 1960—1962 и 1964—1969 годах выступал за «Знамя Труда» Орехово-Зуево, в 1962 году, будучи капитаном команды, дошёл до финала Кубка СССР. Единственный сезон в высшем классе — первой подгруппе класса «А» — провёл в 1963 году в составе донецкого «Шахтёра», за который сыграл 13 игр.
По окончании карьеры игрока остался работать в «Знамени Труда» тренером (1970—1975, 1976—1979), в 1976—1979 был старшим тренером команды. В 1983 году возглавил заводскую команду «Сатурн» Раменское, в 1987 и 1989—1990 годах был главным тренером во второй лиге. До 1994 года работал тренером, с 2002 — администратором команды. Скоропостижно скончался в январе 2004 на 67-м году жизни.